# Troy Parrott
Troy Daniel Parrott (Dublino, 4 febbraio 2002) è un calciatore irlandese, attaccante dell'AZ Alkmaar e della nazionale irlandese.

## Caratteristiche tecniche
È una seconda punta dinamica e tecnica ed è dotato di potenza nei tiri,un'altra sua qualità è soprattutto la corsa che abbinata allo spirito di sacrificio lo rende un attaccante di movimento la cui specialità è creare spazi per i compagni.

## Carriera

### Club
Nato nel 2002 a Dublino, capitale dell'Irlanda, dopo gli inizi nel Belvedere FC, squadra della sua città, nel 2017, a 15 anni, si è trasferito in Inghilterra, al Tottenham, entrando poi la stagione successiva nella formazione Under-18.
Ha esordito in prima squadra il 24 settembre 2019, partendo titolare e venendo sostituito al 66' nella gara del 3º turno di English Football League Cup (Coppa di Lega) sul campo del Colchester Utd, squadra di League Two (quarta serie), poi persa per 4-3 d.c.r.
Il 1º agosto 2020 viene ceduto in prestito al Millwall.
Il 1º febbraio 2021 gli spurs lo richiamano dal prestito, per poi cederlo nuovamente a titolo temporaneo, questa volta all'Ipswich Town. Il 13 marzo seguente realizza la sua prima rete con l'Ipswich (oltre che tra i professionisti) decidendo la sfida contro il Plymouth (1-0).

### Nazionale
Nel 2017, a 15 anni, ha ricevuto le prime convocazioni nelle nazionali giovanili irlandesi, in Under-17, con la quale ha disputato fino al 2018 11 gare segnando 5 reti, tra le quali 5 presenze e 1 gol nelle qualificazioni all'Europeo di Inghilterra 2018 e 4 presenze e 3 reti nella fase finale del torneo, nella quale ha giocato tutte le partite, segnando nelle vittorie nella fase a gironi contro Danimarca (1-0) e Bosnia ed Erzegovina (2-0) e nel pareggio per 1-1 contro l'Olanda, poi campionessa, ai quarti di finale, sfida poi persa per 5-4 d.c.r.
Nel 2018 ha debuttato in Under-19, giocando anche 3 gare e segnando 4 gol nelle qualificazioni all'Europeo di Armenia 2019.
Il 6 settembre 2019 ha esordito in Under-21, giocando titolare e segnando la rete decisiva al 31' nell'1-0 casalingo contro l'Armenia a Dublino nelle qualificazioni all'Europeo di Slovenia e Ungheria 2021.
Il 14 novembre dello stesso anno ha debuttato anche in nazionale maggiore, a soli 17 anni, venendo schierato dal 1' nella vittoria per 3-1 in amichevole contro la Nuova Zelanda in casa a Dublino.
Il 3 giugno 2021 realizza le sue prime reti con la selezione irlandese realizzando una doppietta nell'amichevole vinta 1-4 contro Andorra.

## Statistiche

### Presenze nei club
Statistiche aggiornate al 19 febbraio 2025.
| Stagione        | Squadra         | Campionato      | Campionato | Campionato | Coppe nazionali | Coppe nazionali | Coppe nazionali | Coppe continentali | Coppe continentali | Coppe continentali | Altre coppe | Altre coppe | Altre coppe | Totale | Totale | Totale |
| Stagione        | Squadra         | Comp            | Pres       | Reti       | Comp            | Pres            | Reti            | Comp               | Pres               | Reti               | Comp        | Pres        | Reti        | Pres   | Reti   |        |
| --------------- | --------------- | --------------- | ---------- | ---------- | --------------- | --------------- | --------------- | ------------------ | ------------------ | ------------------ | ----------- | ----------- | ----------- | ------ | ------ | ------ |
| 2019-2020       | Tottenham       | PL              | 2          | 0          | FACup+CdL       | 1+1             | 0+0             | UCL                | 0                  | 0                  | -           | -           | -           | 4      | 0      |        |
| 2020-gen. 2021  | Millwall        | FLC             | 11         | 0          | FACup+CdL       | 2+1             | 0+0             | -                  | -                  | -                  | -           | -           | -           | 14     | 0      |        |
| gen.-giu. 2021  | Ipswich Town    | FL1             | 18         | 2          | FACup+CdL       | 0+0             | 0+0             | -                  | -                  | -                  | -           | -           | -           | 18     | 2      |        |
| 2021-2022       | MK Dons         | FL1             | 41+2       | 9          | FACup+CdL       | 2+0             | 0+0             | -                  | -                  | -                  | EFL         | 2           | 1           | 47     | 10     |        |
| 2022-2023       | Preston N.E.    | FLC             | 32         | 3          | FACup+CdL       | 0+2             | 0+1             | -                  | -                  | -                  | -           | -           | -           | 34     | 4      |        |
| 2023-2024       | Excelsior       | E               | 25+4       | 10+7       | CO              | 3               | 0               | -                  | -                  | -                  | -           | -           | -           | 32     | 17     |        |
| 2024-2025       | AZ Alkmaar      | E               | 23         | 12         | CO              | 3               | 1               | UEL                | 10                 | 4                  | -           | -           | -           | 36     | 17     |        |
| Totale carriera | Totale carriera | Totale carriera | 158        | 43         |                 | 15              | 2               |                    | 10                 | 4                  |             | 2           | 1           | 185    | 50     |        |

### Cronologia presenze e reti in nazionale
| Cronologia completa delle presenze e delle reti in nazionale ― Irlanda | Cronologia completa delle presenze e delle reti in nazionale ― Irlanda | Cronologia completa delle presenze e delle reti in nazionale ― Irlanda | Cronologia completa delle presenze e delle reti in nazionale ― Irlanda | Cronologia completa delle presenze e delle reti in nazionale ― Irlanda | Cronologia completa delle presenze e delle reti in nazionale ― Irlanda | Cronologia completa delle presenze e delle reti in nazionale ― Irlanda | Cronologia completa delle presenze e delle reti in nazionale ― Irlanda |
| Data                                                                   | Città                                                                  | In casa                                                                | Risultato                                                              | Ospiti                                                                 | Competizione                                                           | Reti                                                                   | Note                                                                   |
| ---------------------------------------------------------------------- | ---------------------------------------------------------------------- | ---------------------------------------------------------------------- | ---------------------------------------------------------------------- | ---------------------------------------------------------------------- | ---------------------------------------------------------------------- | ---------------------------------------------------------------------- | ---------------------------------------------------------------------- |
| 14-11-2019                                                             | Dublino                                                                | Irlanda                                                                | 3 – 1                                                                  | Nuova Zelanda                                                          | Amichevole                                                             | -                                                                      | 63’                                                                    |
| 18-11-2020                                                             | Dublino                                                                | Irlanda                                                                | 0 – 0                                                                  | Bulgaria                                                               | UEFA Nations League 2020-2021 - 1º turno                               | -                                                                      | 87’                                                                    |
| 27-3-2021                                                              | Dublino                                                                | Irlanda                                                                | 0 – 1                                                                  | Lussemburgo                                                            | Qual. Mondiali 2022                                                    | -                                                                      | 88’                                                                    |
| 30-3-2021                                                              | Debrecen                                                               | Irlanda                                                                | 1 – 1                                                                  | Qatar                                                                  | Amichevole                                                             | -                                                                      | 22’                                                                    |
| 3-6-2021                                                               | Andorra la Vella                                                       | Andorra                                                                | 1 – 4                                                                  | Irlanda                                                                | Amichevole                                                             | 2                                                                      | 82’                                                                    |
| 8-6-2021                                                               | Budapest                                                               | Ungheria                                                               | 0 – 0                                                                  | Islanda                                                                | Amichevole                                                             | -                                                                      | 56’                                                                    |
| 4-9-2021                                                               | Dublino                                                                | Irlanda                                                                | 1 – 1                                                                  | Azerbaigian                                                            | Qual. Mondiali 2022                                                    | -                                                                      | 63’                                                                    |
| 9-10-2021                                                              | Baku                                                                   | Azerbaigian                                                            | 0 – 3                                                                  | Irlanda                                                                | Qual. Mondiali 2022                                                    | -                                                                      | 90+3’                                                                  |
| 12-10-2021                                                             | Dublino                                                                | Irlanda                                                                | 4 – 0                                                                  | Qatar                                                                  | Amichevole                                                             | -                                                                      | 77’                                                                    |
| 14-11-2021                                                             | Lussemburgo                                                            | Lussemburgo                                                            | 0 – 3                                                                  | Irlanda                                                                | Qual. Mondiali 2022                                                    | -                                                                      | 90’                                                                    |
| 26-3-2022                                                              | Dublino                                                                | Irlanda                                                                | 2 – 2                                                                  | Belgio                                                                 | Amichevole                                                             | -                                                                      | 90+2’                                                                  |
| 29-3-2022                                                              | Dublino                                                                | Irlanda                                                                | 1 – 0                                                                  | Lituania                                                               | Amichevole                                                             | 1                                                                      | 63’                                                                    |
| 4-6-2022                                                               | Erevan                                                                 | Armenia                                                                | 1 – 0                                                                  | Irlanda                                                                | UEFA Nations League 2022-2023 - 1º turno                               | -                                                                      | 65’                                                                    |
| 11-6-2022                                                              | Dublino                                                                | Irlanda                                                                | 3 – 0                                                                  | Scozia                                                                 | UEFA Nations League 2022-2023 - 1º turno                               | 1                                                                      | 84’                                                                    |
| 14-6-2022                                                              | Łódź                                                                   | Ucraina                                                                | 1 – 1                                                                  | Irlanda                                                                | UEFA Nations League 2022-2023 - 1º turno                               | -                                                                      | 80’                                                                    |
| 24-9-2022                                                              | Glasgow                                                                | Scozia                                                                 | 2 – 1                                                                  | Irlanda                                                                | UEFA Nations League 2022-2023 - 1º turno                               | -                                                                      | 76’                                                                    |
| 27-9-2022                                                              | Dublino                                                                | Irlanda                                                                | 3 – 2                                                                  | Armenia                                                                | UEFA Nations League 2022-2023 - 1º turno                               | -                                                                      | 76’                                                                    |
| 22-3-2023                                                              | Dublino                                                                | Irlanda                                                                | 3 – 2                                                                  | Lettonia                                                               | Amichevole                                                             | -                                                                      | 73’                                                                    |
| 16-6-2023                                                              | Atene                                                                  | Grecia                                                                 | 2 – 1                                                                  | Irlanda                                                                | Qual. Euro 2024                                                        | -                                                                      | 89’                                                                    |
| 19-6-2023                                                              | Dublino                                                                | Irlanda                                                                | 3 – 0                                                                  | Gibilterra                                                             | Qual. Euro 2024                                                        | -                                                                      | 58’                                                                    |
| 18-11-2023                                                             | Amsterdam                                                              | Paesi Bassi                                                            | 1 – 0                                                                  | Irlanda                                                                | Qual. Euro 2024                                                        | -                                                                      | 90+6’                                                                  |
| 4-6-2024                                                               | Dublino                                                                | Irlanda                                                                | 2 – 1                                                                  | Ungheria                                                               | Amichevole                                                             | 1                                                                      | 62’                                                                    |
| 11-6-2024                                                              | Aveiro                                                                 | Portogallo                                                             | 3 – 0                                                                  | Irlanda                                                                | Amichevole                                                             | -                                                                      | 53’                                                                    |
| 10-10-2024                                                             | Helsinki                                                               | Finlandia                                                              | 1 – 2                                                                  | Irlanda                                                                | UEFA Nations League 2024-2025 - 1º turno                               | -                                                                      | 71’                                                                    |
| 13-10-2024                                                             | Atene                                                                  | Grecia                                                                 | 2 – 0                                                                  | Irlanda                                                                | UEFA Nations League 2024-2025 - 1º turno                               | -                                                                      |                                                                        |
| 17-11-2024                                                             | Londra                                                                 | Inghilterra                                                            | 5 – 0                                                                  | Irlanda                                                                | UEFA Nations League 2024-2025 - 1º turno                               | -                                                                      | 67’                                                                    |
| 20-3-2025                                                              | Plovdiv                                                                | Bulgaria                                                               | 1 – 2                                                                  | Irlanda                                                                | UEFA Nations League 2024-2025 - Play-off                               | -                                                                      | 76’                                                                    |
| 23-3-2025                                                              | Dublino                                                                | Irlanda                                                                | 2 – 1                                                                  | Bulgaria                                                               | UEFA Nations League 2024-2025 - Play-off                               | -                                                                      | 66’                                                                    |
| 10-6-2025                                                              | Lussemburgo                                                            | Lussemburgo                                                            | 0 – 0                                                                  | Irlanda                                                                | Amichevole                                                             | -                                                                      | 59’                                                                    |
| Totale                                                                 |                                                                        | Presenze                                                               | 29                                                                     |                                                                        | Reti                                                                   | 5                                                                      |                                                                        |